# Jon Paul
 (mai 2025).
Motif : Où sont les sources secondaires, centrées et indépendantes qui montrent que les critères d'admissibilité sont atteints ?
- Archive Wikiwix
- Bing
- Cairn
- DuckDuckGo
- E. Universalis
- Gallica
- Google
- G. Books
- G. News
- G. Scholar
- Persée
- Qwant
- (zh) Baidu
- (ru) Yandex
- (wd) trouver des œuvres sur Wikidata

| 1. | Préciser le motif de la pose du bandeau. | Précisez le motif de la pose du bandeau en utilisant la syntaxe suivante : {{admissibilité à vérifier\|date=juin 2025\|motif=remplacez ce texte par le motif}}                |
| 2. | Informer les utilisateurs concernés.     | Pensez à avertir le créateur de l'article, par exemple, en insérant le code ci-dessous sur sa page de discussion : {{subst:avertissement admissibilité à vérifier\|Jon Paul}} |

Jon Paul est un réalisateur américain, acteur et artiste martial connu pour son court-métrage Dojo (2023), un drame d'action martial qui a remporté plusieurs prix,,.

## Biographie
Paul est né et a grandi à Miami, en Floride, où il a développé une passion précoce pour la narration et les arts martiaux. Il a obtenu un diplôme de baccalauréat en psychologie, mais ses intérêts se sont tournés vers l'entraînement personnel et les arts martiaux.

## Carrière
Paul s'est lancé dans le cinéma et a commencé à auditionner pour des rôles. En 2023, il a créé son premier court-métrage, Dojo, un drame martial d'action qui a remporté plusieurs prix,,. Il a joué le rôle principal dans le film, incarnant Shane Lucas,,,.
Au-delà du cinéma, Paul est un artiste martial, titulaire d'une ceinture noire de 4e dan en Judo et a remporté deux championnats nationaux de judo.

## Récompenses
- 2024 - Meilleur acteur de court-métrage au Fighting Spirit Film Festival 2024[13].
- 2024 - Titre de "Brillance extraordinaire" dans le King's Book of World Records pour ses efforts dans la création du film Dojo[1].
- 2024 - Meilleur acteur dans un Film d'Action[14].